# Eublemma biparva
Eublemma biparva is een vlinder van de familie van de spinneruilen (Erebidae). De wetenschappelijke naam van deze soort is voor het eerst voorgesteld door Michael Fibiger en Hermann Hacker in een publicatie uit 2002.
De soort komt voor in de Verenigde Arabische Emiraten, Oman, Jemen en Ethiopië.